# Előpatony
Előpatony (szlovákul: Masníkovo vagy Predná Potôň) Lég község része, egykor önálló község Szlovákiában, a Nagyszombati kerület Dunaszerdahelyi járásában.

## Fekvése
Dunaszerdahelytől 12 km-re északnyugatra, a pozsonyi út mellett, a központi belterülettől 3 km-re délkeletre, Lögérpatony közvetlen szomszédságában fekszik.

## Története
1435-ben Elewpathon alakban említik először. 1489-ben a Szentgyörgyi és Bazini grófok birtoként az éberhárdi váruradalomhoz tartozott. 1553-ban az adóösszeírás szerint Leeghy István 7, Mérey Mihály és a Sárkány-család 2-2, Bakits Péter és Tóth Tamás 1-1 portával szerepel. A 19. században és a 20. század elején a Petőcz, a Várady, a Benyovszky és a Bacsák családok voltak a birtokosai. 1828-ban 30 házában 225 lakos élt. Külterületi lakott helye volt Sárrétpuszta.
Vályi András szerint "Elő Patony. Magyar falu Poson Vármegyében, földes Urai több Uraságok, lakosai katolikusok, fekszik Nagy Légnek szomszédságában, mellynek filiája, határja két fordúlóra van osztva, ’s jól termő, legelője hasznos, réttyei jók, második osztálybéli."
Fényes Elek szerint "Patony (Elő), magyar falu, Poson vgyében, N.-Légh mellett: 197 kath., 14 ref., 7 zsidó lak. Peteőcz Antalnő csinos lakházával, termékeny szántóföldekkel. F. u. Peteőcz, Benyovszky, Bacsák nemzetségek. Ut. p. Somorja."
A trianoni békeszerződés előtt Pozsony vármegye Somorjai járásához tartozott. 1910-ben 246, túlnyomóan magyar lakosa volt. 1960-ban csatolták Lég községhez.